# Villa Francisca
Villa Francisca är en del av en befolkad plats i Dominikanska republiken. Den ligger i provinsen Santo Domingo, i den sydöstra delen av landet, 10 km öster om huvudstaden Santo Domingo. Villa Francisca ligger 20 meter över havet och antalet invånare är 50 185.
Terrängen runt Villa Francisca är platt. Havet är nära Villa Francisca åt sydost. Närmaste större samhälle är Santo Domingo, 10,0 km väster om Villa Francisca. Runt Villa Francisca är det i huvudsak tätbebyggt.